# ديفيد هولستون
ديفيد هولستون (بالإنجليزية: David Holston)‏ مواليد 26 يناير 1986 في بونتياك، هو لاعب كرة سلة أمريكي. بدأ مسيرته الاحترافية في سنة 2009. يلعب مع جاي دي أيه ديجون في الدوري الفرنسي لكرة السلة الدرجة الأولى كلاعب هجوم خلفي. يحمل الرقم 11. يبلغ طوله 5 قدم 8 بوصة (1.7 م).

## المسيرة الاحترافية
لعب مع نادي كارشياكا لكرة السلة من سنة 2009 إلى 2011، ثم لعب مع أرتلاند دراغونز من سنة 2013 إلى 2015، ثم لعب مع جاي دي أيه ديجون في الدوري الفرنسي في سنة 2015.

## روابط خارجية
- ديفيد هولستون على موقع كرة السلة الأوروبية.كوم (الإنجليزية)
- ديفيد هولستون على موقع كلية كرة السلة في سبورتس رفرنس.كوم (الإنجليزية)
- ديفيد هولستون على موقع ريلجم (الإنجليزية)
- ديفيد هولستون على موقع بروبوليرز (الإنجليزية)
- ديفيد هولستون على موقع سبورتس رفرنس (الإنجليزية)